# Good Cry
Good Cry es el extended play debut de la cantante estadounidense Noah Cyrus. Fue lanzado el 21 de septiembre de 2018 y su primer sencillo «Mad at You» con la colaboración del cantante Gallant fue lanzado el 7 de septiembre de ese mismo año. La canción «Punches» cuenta con la colaboración de la cantante Laura Pergolizzi, conocida artísticamente como LP.

## Promoción

### Sencillos
Para la promoción de Good Cry se ha publicado hasta el momento un solo sencillo comercial. «Mad at You» se lanzó el 7 de septiembre de 2018 y cuenta con la colaboración del cantante estadounidense Gallant, fue escrito por Noah Cyrus, Sarah Aarons y Thomas Hull, mientras que fueproducido por Kid Harpoon y Jenna Andrews.

### Gira
El 9 de julio de 2018, a través de la página de Facebook de Cyrus, se anunció oficialmente que la cantante estaría ofreciendo su primera gira como artista principal, titulada The Good Cry Tour para promocionar su primer EP. Tras haber participado como acto de apertura en el Witness: The Tour de la cantante estadounidense Katy Perry durante el año 2017, Noah Cyrus declaró sentirse muy emocionada por presentar su primera gira como artista principal y apartarse de ser «la sombra de su hermana [Miley Cyrus]». Ella dijo: «He esperado por mucho tiempo para viajar y ver a mis fanáticos quienes me han apoyado durante estos dos años. [...] No puedo esperar para que ellos experimenten este "sueño mundial de una triste chica". Vamos a bailar o llorar la noche completa».

## Lista de canciones
- Edición estándar

| Good Cry |                            |                                                     |                            |          |  |
| N.º      | Título                     | Escritor(es)                                        | Productor(es)              | Duración |  |
| 1.       | «Where Have You Been?»     | Noah Cyrus, Doc McKinney, Carlo Montagnese          | McKinney, Illangelo        | 2:39     |  |
| 2.       | «Mad at You» (con Gallant) | Cyrus, Sarah Aarons, Thomas Hull                    | Kid Harpoon, Jenna Andrews | 3:46     |  |
| 3.       | «Good Cry»                 | Cyrus, Melisa Bester, Tushar Apte                   | Apte                       | 3:18     |  |
| 4.       | «Punches» (con LP)         | Cyrus, Andrews, Joe Janiak                          | Janiak                     | 4:13     |  |
| 5.       | «Sadness»                  | Cyrus, Brandon Treyshun, Cleo Tighe, Jerker Hansson | Rob Grimaldi, Andrews      | 2:42     |  |
| 6.       | «Topanga» (voz de memo)    | Cyrus, Ilsey Juber                                  |                            | 3:07     |  |
| 19:41    |                            |                                                     |                            |          |  |